# Adriano de Micheli
Adriano de Micheli (Genua, 20 juni 1975) is een Italiaans autocoureur.

## Carrière
De Micheli nam tussen 2000 en 2005 deel aan het Italian Super Production Championship. In 2004 won hij dit kampioenschap in een Alfa Romeo 147. In 2003 nam hij ook deel aan het raceweekend op het Autodromo Nazionale Monza in het European Touring Car Championship als gastrijder bij het team Scuderia Bigazzi. Hij eindigde deze races als zevende en achtste.
In 2005 stapte De Micheli over naar het World Touring Car Championship, waar hij voor het team JAS Motorsport in een Honda Accord reed. Hij behaalde geen punten, maar behaalde op het Circuit Ricardo Tormo Valencia zijn beste resultaat met een elfde plaats in de eerste race.